# 中西大輔 (心理学者)
中西 大輔（なかにし だいすけ、1976年〈昭和51年〉- ）は、日本の心理学者、広島修道大学健康科学部教授。専門は社会心理学、進化心理学。進化論・適応論的な視点から、人間の社会的学習や協力行動といった社会性のメカニズムを研究している。

## 来歴
北海道函館市出身。2004年、北海道大学にて博士 (文学) の学位を取得。広島修道大学の講師、准教授を経て、2014年より同大学人文学部 (現、健康科学部) 教授を務める。

## 研究
主な研究テーマは、社会的影響、社会的学習、個人および集団の意思決定、人間の協力行動など多岐にわたる。研究手法として、実験室での実験、コンピュータを用いた進化シミュレーション、社会調査などを採用している。また、関連分野の著書や訳書も刊行している。本務の研究活動に加え、eラーニングの効果測定や教材開発なども手がけている。